# Kolton Miller
Kolton Miller (geboren am 9. Oktober 1995 in Redwood City, Kalifornien) ist ein US-amerikanischer American-Football-Spieler auf der Position des Offensive Tackles. Er spielte College Football für die University of California, Los Angeles und steht zurzeit bei den Las Vegas Raiders in der National Football League (NFL) unter Vertrag.

## College
Miller wurde in Redwood City, Kalifornien, geboren und besuchte die Highschool im kalifornischen Roseville. Ab 2014 ging er auf die University of California, Los Angeles (UCLA), um College Football für die UCLA Bruins zu spielen. Nach einem Jahr als Redshirt kam Miller in der Saison 2015 in fünf Spielen von Beginn an zum Einsatz. In die Spielzeit 2016 ging er als Stammspieler auf der Position des Right Tackles, allerdings fiel er wegen einer Verletzung am fünften Spieltag für den Rest der Saison aus. In der Saison 2017 spielte er 13 Spiele als Starter auf der linken Tackle-Position. Nach der Saison gab Miller bekannt, dass er sich für den NFL Draft anmelden werde.

## NFL
Miller wurde im NFL Draft 2018 an 15. Stelle von den Oakland Raiders ausgewählt. Als Rookie übernahm er die Position des Left Tackles von Donald Penn, der auf die rechte Seite wechselte. In seiner ersten Spielzeit in der NFL verschuldete Miller vierzehn Sacks und war damit in dieser Statistik der schlechteste Offensive Lineman der Liga. Während seiner Rookiesaison war er von einer Ellenbogen- und einer Knieverletzung beeinträchtigt, dennoch kam er in allen 16 Spielen zum Einsatz.
Trotz der Neuverpflichtung von Trent Brown behielt Miller in der Saison 2019 die Position als linker Tackle. Brown spielte stattdessen als Right Tackle. 2019 kam Miller bei jedem offensiven Snap der Raiders zum Einsatz. In der Saison 2020 verpasste er zwei Spiele wegen einer Knöchelverletzung. Da Miller sich im Vergleich zu seiner schwachen Saison als Rookie in den beiden folgenden Jahren deutlich verbessern konnte und 2020 nur für zwei Sacks verantwortlich war, verlängerten die Raiders den Vertrag mit ihm vor der Saison 2021 für 54 Millionen Dollar um drei Jahre, zudem zogen sie die Fifth-Year-Option seines Rookievertrags, womit er bis 2025 in Nevada unter Vertrag steht.